# Ека Ткешелашвили
Ека Ткешелашвили (на грузински: ეკატერინე ტყეშელაშვილი) е грузинска юристка и политичка. Бивш министър на правосъдието, министър на външните работи, секретар на Съвета за национална сигурност и вицепремиер и министър по реинтеграцията на Грузия при президента Михаил Саакашвили.

## Биография
Родена е на 23 май 1977 г. в град Тбилиси, Грузинска ССР, СССР. През 1999 г. завършва Факултета по международно право и международни отношения в Тбилиския държавен университет, след което работи като адвокат за Международния комитет на Червения кръст в Грузия, а след това за IRIS Georgia, в седалището в Тбилиси на Центъра за институционална реформа и неформалния сектор на Мерилендския университет „Колидж Парк“. От 9 октомври 1997 до 10 септември 1999 г. е главен специалист в Центъра за външнополитически изследвания и анализи в Министерството на външните работи на Грузия. От 1 юни 2001 до 1 ноември 2001 г. е адвокат в Комитета на адвокатите по правата на човека в Ню Йорк, от декември 2002 до май 2003 г. е пратеничка в Международния наказателен трибунал за бивша Югославия в Хага, Холандия. Става старши член на мрежата на Европейската лидерска мрежа.

## Политическа дейност
На 1 февруари 2004 г. е назначена на първия си държавен пост като заместник-министър на правосъдието на Грузия, на 1 септември 2005 г. е назначена за заместник-министър на вътрешните работи, а от от 1 май 2006 до 1 август 2007 г. е председател на Апелативния съд на Тбилиси. От август 2007 до януари 2008 г. е министър на правосъдието на Грузия, а от януари 2008 до май 2008 г. е главен прокурор на Грузия. На 5 май 2008 г. е назначена за министър на външните работи, пост, който заема до 5 декември 2008 г. Назначаването ѝ съвпада с все по-напрегнатите отношения на Грузия със северната ѝ съседка Русия заради сепаратистките региони Абхазия и Южна Осетия и стремежа на Грузия да се присъедини към НАТО. По време на мандата си на тази позиция тя се заклева да продължава активна дипломация за намиране на мирно решение на всички съществуващи проблеми. На 5 декември 2008 г. е заменена като министър на външните работи от Григол Вашадзе при смени в правителството. По-късно през декември 2008 г. е назначена за ръководител на Съвета за национална сигурност. От 2010 до 2012 г. е министър на реинтеграцията на Грузия. От 2017 г. е ръководител на Антикорупционната инициатива на ЕС в Украйна. Преподава в Гражданско и политическо училище в Киев и в Черноморския университет в Тбилиси.